# Englische Cricket-Nationalmannschaft in Südafrika in der Saison 2022/23
Die Tour der englischen Cricket-Nationalmannschaft nach Südafrika in der Saison 2022/23 fand vom 27. Januar bis zum 1. Februar 2023 statt. Die internationale Cricket-Tour war Bestandteil der Internationalen Cricket-Saison 2022/23 und umfasst drei One-Day Internationals, die Bestandteil der ICC Cricket World Cup Super League 2020–2023 waren. Südafrika gewann die Serie mit 2–1.

## Vorgeschichte
Südafrika spielte zuvor eine Tour gegen Sri Lanka, ebenso wie England. Das letzte Aufeinandertreffen der beiden Teams bei einer Tour fand in der Saison 2022 in England statt.

## Stadien
Die folgenden Stadien wurden für die Tour als Austragungsort vorgesehen:
| Stadion               | Stadt        | Kapazität | Spiele      |
| --------------------- | ------------ | --------- | ----------- |
| Chevrolet Park        | Bloemfontein | 20.000    | 1. & 2. ODI |
| De Beers Diamond Oval | Kimberley    | 11.000    | 3. ODI      |

## Kaderlisten
England benannte seinen Kader am 22. Dezember 2022. Südafrika benannte seinen Kader am 18. Januar 2023.
| ODI | ODI |
| Südafrika | England |
| --- | --- |
| - Temba Bavuma (K) - Quinton de Kock - Reeza Hendricks - Marco Jansen - Heinrich Klaasen (wk) - Sisanda Magala - Keshav Maharaj - Janneman Malan - Aiden Markram - David Miller - Lungi Ngidi - Anrich Nortje - Wayne Parnell - Kagiso Rabada - Tabraiz Shamsi - Rassie van der Dussen | - Jos Buttler (K, wk) - Moeen Ali - Jofra Archer - Harry Brook - Sam Curran - Ben Duckett - Dawid Malan - Adil Rashid - Jason Roy - Phil Salt - Olly Stone - Reece Topley - David Willey - Chris Woakes |

## One-Day Internationals

### Erstes ODI in Bloemfontein
| 27. Januar Scorecard | Bloemfontein | Südafrika 298-7 (50)          | – | England 271 (44.2) |
|                      |              | Südafrika gewinnt mit 27 Runs |   |                    |

Südafrika gewann den Münzwurf und entschied sich als Schlagmannschaft zu beginnen. Als Spieler des Spiels wurde Sisanda Magala ausgezeichnet.

### Zweites ODI in Bloemfontein
| 29. Januar Scorecard | Bloemfontein | England 342-7 (50)              | – | Südafrika 347-5 (49.1) |
|                      |              | Südafrika gewinnt mit 5 Wickets |   |                        |

Südafrika gewann den Münzwurf und entschied sich als Feldmannschaft zu beginnen. Als Spieler des Spiels wurde Temba Bavuma ausgezeichnet.

### Drittes ODI in Kimberley
| 1. Februar Scorecard | Kimberley | England 346-7 (50)          | – | Südafrika 287 (43.1) |
|                      |           | England gewinnt mit 59 Runs |   |                      |

Südafrika gewann den Münzwurf und entschied sich als Feldmannschaft zu beginnen. Als Spieler des Spiels wurde Jos Buttler ausgezeichnet.

## Auszeichnungen

### Player of the Series
Als Player of the Series wurden der folgende Spieler ausgezeichnet.
| Serie | Player of the Series |
| ----- | -------------------- |
| ODI   | Jos Buttler          |

### Player of the Match
Als Player of the Match wurden die folgenden Spieler ausgezeichnet.
| Spiel  | Player of the Match |
| ------ | ------------------- |
| 1. ODI | Sisanda Magala      |
| 2. ODI | Temba Bavuma        |
| 3. ODI | Jos Buttler         |